# Miagrammopes trailli
Miagrammopes trailli là một loài nhện trong họ Uloboridae.
Loài này thuộc chi Miagrammopes. Miagrammopes trailli được Octavius Pickard-Cambridge miêu tả năm 1882.